# Adschlun
Adschlun (arabisch عجلون, DMG ʿAǧlūn) ist eine Siedlung in Jordanien und das Verwaltungszentrum des gleichnamigen Gouvernement Adschlun. Sie hatte im Jahr 2015 eine Bevölkerung von 9990 Einwohnern und bildet damit die drittgrößte Siedlung des Gouvernement. 

## Geografie
Adschlun befindet sich im Nordwesten Jordaniens. Der Ort befindet sich in der Nähe der Grenzen zum Westjordanland und Syrien und liegt in einer von der Landwirtschaft geprägten Region.

## Geschichte
In der unmittelbaren Umgebung der Stadt befindet sich die biblische Siedlung Anjara. In der biblischen Überlieferung wird angegeben, dass Jesus und seine Mutter Maria auf ihrer Reise zu den zehn Städten der Dekapolis hier vorbeikamen und in einer Höhle wohnten.
Eine osmanische Volkszählung von 1596 zählte knapp 300 muslimische und 20 christliche Haushalte in Adschlun. Die jordanische Volkszählung von 1961 ergab 5390 Einwohner in Adschlun, von denen 2023 Christen waren. Im jordanischen Bürgerkrieg 1970 befand sich in Adschlun, Jarash und Dibbin die Hochburg der PLO.
2015 lag die Einwohnerzahl bei knapp 10.000 Personen, darunter weiterhin eine bedeutende Minderheit von Christen.

## Demografie
Die Einwohnerzahl ist in den letzten Jahren deutlich angestiegen.
| Jahr          | Einwohnerzahl |
| ------------- | ------------- |
| 1994 (Zensus) | 6624          |
| 2004 (Zensus) | 7289          |
| 2015 (Zensus) | 9990          |

## Sehenswürdigkeiten
Die Festung Adschlun befindet sich an der Stelle eines alten Klosters. Sie wurde 1184 von Izz al-Din Usama, einem General in der Armee von Saladin, zu einer Festung ausgebaut. Die Burg kontrollierte den Verkehr entlang der Straße, die Damaskus mit Ägypten verband. Die Festung markiert die äußerste Grenze der fränkischen Einfälle während der Kreuzzüge. Die Mamlucken fügten der Burg einen markanten Turm hinzu. Im Jahr 1260 wurde sie von den Mongolen erobert und dabei teilweise zerstört. Erdbeben in den Jahren 1837 und 1927 richteten weitere Schäden an.